# Toshibumi Tanaka
Toshibumi Tanaka (田中敏文 Tanaka Toshibumi, 9 de novembre de 1911-20 de desembre de 1982) va ser un polític japonès membre del Partit Socialista del Japó, sindicalista i Governador de Hokkaidō des de 1947 fins 1959. Va ser el primer governador elegit democràticament de Hokkaido.

## Biografia

### Inicis
Toshibumi Tanaka va nàixer a la prefectura d'Aomori. Després de graduar-se a la Universitat Imperial de Kyūshū, Tanaka va començar a treballar per al govern de Hokkaidō. Al govern es va convertir en director de silvicultura i enginyeria civil a l'àrea de silvicultura, així com en president del comitè sindical dels treballadors del govern de Hokkaido.

### Com a governador (1947-1959)
L'any 1947, Tanaka va decidir presentar-se a les primeres eleccions locals democràtiques per al càrrec de governador sota les sigles del Partit Socialista del Japó. En guanyar les eleccions en la segona volta fou elegit governador de Hokkaido, sent llavors el governador prefectural més jove del Japó amb 35 anys. Toshibumi Tanaka, com a governador, fou el guia de l'emperador Showa i l'emperadriu Kōjun a la visita que aquests dos feren a Hokkaido l'any 1954. Tanaka va continuar tres legislatures com a governador de Hokkaido fins a l'any 1959, quan aquest va decidir retirar-se. Va ser substituït al càrrec pel membre del PLD Kingo Machimura.
Va morir el 20 de desembre de 1982, pocs mesos abans que un altre socialista, Takahiro Yokomichi fora elegit per al càrrec de governador de Hokkaido.